# Кочерга Світлана Олексіївна

Музей Лесі Українки у Ялті

Світла́на Олексі́ївна Кочерга (29 січня 1955, с.Гермаківка Борщівського району Тернопільської області) — доктор філологічних наук, член Національної спілки письменників України, директор Музею Лесі Українки у Ялті, завідувачка кафедри української філології та методики викладання Кримського гуманітарного університету, м. Ялта (Республіканський вищий навчальний заклад). Заслужений працівник культури АР Крим, Кавалер ордена княгині Ольги III ступеня.

## Життєпис
Закінчила з відзнакою філологічний факультет Сімферопольського університету 1977 року.
У літературу Світлана Кочерга увійшла літературно-критичними статтями. Ще навчаючись на філологічному факультеті Сімферопольського університету, захопилася літературознавством. Її добрим наставником у ті роки був професор Олександр Губар, під керівництвом якого вона і виконала першу наукову студентську роботу — "Проблема мистецького синтезу у поемі-симфонії Павла Тичини «Сковорода».
Проблема «мистецького синтезу» в літературі розглядалася нею і потім, коли працювала у школі викладачем української мови та літератури, а також коли займалася розробленням дисертації з теми «Українська поетична мариністика кінця XIX — початку XX століття». Принцип мистецького синтезу став основою її власної поетичної творчості.
З 1987 року працювала науковим співробітником, а згодом — завідувачкою Ялтинського історико-літературного музею.
Закінчила аспірантуру Львівського державного університету ім. І. Франка — 1993 р. та докторантуру Волинського національного університету ім. Лесі Українки 2010 р. Тема кандидатської дисертації: «Поетична мариністика кінця XIX — початку XX століття», тема докторської дисертації: «Культурософська концепція Лесі Українки: культурні коди, образи, сюжети».
Галузь наукових інтересів — гендерні дослідження, імагологія, гностицизм, семіотика, творчість Лесі Українки.
До липня 2014 року працювала завідувачкою кафедри української філології Кримського гуманітарного університету (м. Ялта). 2014 року Світлана Кочерга залишила цю посаду та Крим взагалі і переїхала до м. Рівного. Від вересня 2015 року працює на посаді професора кафедри української мови і літератури Національного університету «Острозька академія».
Указом Президента України № 336/2016 від 19 серпня 2016 року нагороджена ювілейною медаллю «25 років незалежності України».

## Творчість
Світлана Олексіївна Кочерга є автором 2 монографій, 3 посібників та понад 80 статей у періодиці. Вона автор статей про митців Кримського півострова, зокрема про Миколу Вакуленка, заслуженого художника-кераміста майстра народних мистецтв з м. Ялти, який займається виготовленням виробів з кераміки.
Добірка віршів Світлани Олексіївни Кочерги «Тенета мовчань» доступна в Інтернеті.
На її вірші було написано кілька пісень, які виконувала Софія Ротару. Добірки її поезій друкувалися у журналі «Дзвін» (цикл «У сяйві німба голубім»), в газеті «Кримська світлиця». 1998 року у сімферопольському видавництві «Доля» вийшла її збірка «Димінуендо».
Протягом тривалого часу досліджує творчість Лесі Українки. Її перу належить нарис «Іфігенія в Тавриді», який побачив світ у Кримському державному навчально-педагогічному видавництві 1998 року.
Світлана Олексіївна Кочерга — ініціатор створення аматорського ексклюзив-театру «Сім Муз».

## Основні роботи
Монографії
- Кочерга С. Культурософія Лесі Українки. Семіотичний аналіз текстів / Світлана Кочерга. — Луцьк: Твердиня, 2010. — 676 с.
- Листи так довго йдуть…Знадоби архіву Лесі Українки в Слов'янській бібліотеці у Празі/Упорядкування, передмова та примітки Світлани Кочерги.- К.: Вид. Центр «Просвіта», , 2003.-308 с.

Посібники
- Кочерга С. О. Інтелектуальна парадигма культурософії Лесі Українки / С. Кочерга. — Луцьк: Вежа, 2010. — 204 с.
- Кочерга С. О. Іфігенія в Тавріді. Сторінки кримського літопису Лесі Українки / С. Кочерга. — Сімферополь: Кримнавчпеддержвидав, 1998. — 112 с.
- Кочерга С. О. Південний берег Криму в житті і творчості українських письменників XIX століття. — Ялта: РВВ Кримського гуманітарного інституту, 2004 — 35 с.
- Кочерга С. О. Під знаком Криму (українська література XIX і першої третини XX сторіч): навчальний посібник / С. О. Кочерга. — Острог: Видавництво Національного університету «Острозька академія», 2015. — 202 с.

Художні твори
- «Димінуендо». Збірка віршів. — Сімферополь: «Доля», 1998.
- Тенета мовчань. Збірник віршів. — Сімферополь: «Таврія-Плюс»